# Guido Acklin
Guido Acklin (* 21. November 1969) ist ein ehemaliger Schweizer Bobsportler.
Acklin nahm an den Olympischen Winterspielen 1994 in Lillehammer teil, wo er im Team mit Reto Götschi die Silbermedaille im Zweierbob erringen konnte. Dies war sein größter Erfolg, obwohl er noch bei zwei weiteren Olympischen Spielen in Nagano (1998) und Salt Lake City (2002) antrat, wo er auf den sechsten beziehungsweise fünften Platz fuhr.
1994 kam er mit nur fünf Hundertstelsekunden Abstand mit seinem Bruder Donat Acklin und Teamkollegen Gustav Weder hinter dem von Harald Czudaj gelenkten deutschen Vierer auf den zweiten Platz. Mit Götschi hatte er 1996 bei den Bob-Weltmeisterschaften den dritten Platz errungen und errang im folgenden Jahr in St. Moritz Gold. In den Europameisterschaften errangen sie 1998 und 1999 den ersten, 1996 den zweiten und 1995 und 1997 jeweils den dritten Platz. Auch im Viererbobwettbewerb 1997 errang er mit Götschi, Beat Seitz und Daniel Giger den ersten Platz. Acklin zog sich bereits 1999 aus dem Sport zurück, hatte aber im Viererbob bei den Winterspielen 2002 zusammen mit Urs Aeberhard, Steve Anderhub und Christian Reich nochmals ein kurzes Comeback.

## Erfolge
- Olympiazweiter Lillehammer 1994
- Weltmeister 1997
- Europameister 1998 und 1999